# 巴斯托夫
巴斯托尔夫是德国梅克伦堡-前波莫瑞州的一个市镇。总面积24.40平方公里，总人口1082人，其中男性540人，女性542人（2011年12月31日），人口密度44人/平方公里。